# 藤坂奈央
藤坂 奈央（ふじさか なお、1994年2月15日 - ）は、元テレビ神奈川の記者、キャスター。

## 人物
兵庫県神戸市出身。
大学時代は体育会ボードセイリング部(ウィンドサーフィン)でマネージャーをしていた。小型2級船舶免許を取得している。
2016年に長崎文化放送に入社し、アナウンサーなどの仕事をしている。
2022年にテレビ神奈川に移籍。
10月には横浜市の加賀警察署で1日警察署長を務めた。
5歳から10年ほどクラシックバレエをしており
特技はY字バランス。
座右の銘は「人事を尽くして天命を待つ」。
2025年3月末をもってテレビ神奈川を退社。

## 担当番組
現在
過去
- nccニュース
- NCCスーパーJチャンネル長崎
- スーパーJチャンネル九州・沖縄[2][3]
- あさドキ!
- ひるドキ!
- トコトンHappyサタデー
- アナ部屋〜メイクルームの扉を開けたら〜
- News Link
- tvk NEWSハーバー[4]
- 高校野球ニュース[5]